# مارکو فیکرا
مارکو فیکرا (ایتالیایی: Marco Fichera؛ زادهٔ ۱۵ آوریل ۱۹۹۳) شمشیرباز اهل ایتالیا است.